# Hunasavalli, Alur
Hunasavalli là một làng thuộc tehsil Alur, huyện Hassan, bang Karnataka, Ấn Độ.